# Lancok (Sawang)
Lancok is een bestuurslaag in het regentschap Aceh Utara van de provincie Atjeh, Indonesië. Lancok telt 594 inwoners (volkstelling 2010).